# Tatabánya (stacja kolejowa)
Tatabánya (węg. Tatabánya vasútállomás) – stacja kolejowa w Tatabánya, w komitacie Komárom-Esztergom, na Węgrzech. 
Stacja została otwarta wraz z 92 km linią z Budapesztu (dworzec Kelenföld) do Újszőny (obecnie Komárom) 15 lipca 1884. Obecny budynek powstał 1988 roku, a dwa lata później zbudowana perony wyspowe i kładkę dla pasażerów.

## Linie kolejowe
- Linia kolejowa 1 Budapest–Hegyeshalom–Rajka
- Linia kolejowa 12 Tatabánya – Oroszlány
- Linia kolejowa 13 Tatabánya – Pápa